# Schulzeho metoda
Schulzeho metoda je volební systém navržený v roce 1997 Markem Schulzem. Vytváří setříděný seznam vítězů, který bere v úvahu preference.
Její základní vlastností je, že dva kandidáti jsou v seznamu vždy setříděni stejným způsobem, jakým by volba dopadla, kdyby se rozhodovalo jen mezi nimi dvěma. Jedná se tedy o jednu z Condorcetových metod. Z nich je v současnosti nejpoužívanější, používají ji například organizace Nadace Wikimedia, Debian, Gentoo Linux a Software in the Public Interest.
Je více způsobů, jak spočítat výsledek Schulzeho metody. Všechny dávají stejný výsledek a liší se pouze v postupu.

## Volba z hlediska voliče

Příklad hlasovacího lístku při preferenčním hlasování

V případě Schulzeho metody podobně jako v případě jiných preferenčních systémů je na každém hlasovacím lístku seznam všech kandidátů, které může volič seřadit podle pořadí, v jakém je preferuje. Obvykle se používá vzestupný systém, tedy číslo 1 napíše volič k tomu kandidátovi, kterého preferuje nejvíce, číslo 2 k druhému nejpreferovanějšímu a tak dále.
Přitom platí, že volič smí:
- dát stejné číslo více kandidátům, aby dal najevo, že oba preferuje stejně
- nepřidělit některým kandidátům žádná čísla — to je interpretováno tak, že
  - volič preferuje všechny kandidáty s přiděleným číslem před těmi bez čísla
  - na pořadí neoznačených kandidátů mu nezáleží

## Výpočet výsledků pomocí cest
Základní myšlenkou výpočtu výsledku pomocí cest je představa nepřímých porážek, neboli cest. Terminologie zde odpovídá teorii grafů, kdy jednotliví kandidáti představují vrcholy a výsledky jejich vzájemného porovnávání představují orientované cesty.
Pokud kandidát K(1) v přímém porovnání poráží kandidáta K(2) (tedy více voličů dává přednost K(1) před K(2) než naopak), kandidát K(2) poráží v přímém porovnání kandidáta K(3) a tímto způsobem dále až ke kandidátovi K(n-1), který v přímém porovnání poráží kandidáta K(n), pak je zde cesta od kandidáta K(1) ke kandidátovi K(n). Síla této cesty je dána jejím nejslabším článkem, tedy počtem preferujících u nejtěsnějšího vítězství.
Formálněji řečeno:
- označme d[V,W] počet voličů, kteří preferují kandidáta V před kandidátem W
- cesta je posloupnost kandidátů K(1), …, K(n), kteří splňují d[K(i),K(i+1)]>d[K(i+1),K(i)] pro všechna i od 1 do n-1.
- síla této cesty je minimum z hodnot d[K(i),K(i+1)] pro i probíhající od 1 do n-1.

Síla nejsilnější cesty od kandidáta A ke kandidátovi B je definována jako maximum sil všech cest od A k B.
Kandidát A nepřímo poráží kandidáta B, pokud buď
- síla nejsilnější cesty od A k B je větší než síla nejsilnější cesty od B k A
- existuje cesta od A k B a neexistuje cesta od B k A

Platí, že relace nepřímého poražení je tranzitivní. Tedy poráží-li nepřímo kandidát A kandidáta B a kandidát B kandidáta C, pak také kandidát A nepřímo poráží kandidáta C.

### Příklad
Máme 5 kandidátů: A, B, C, D, E a 45 voličů. Preference jsou následující:
5 ACBED (tím je myšleno, že pět voličů volí pořadí A > C > B > E > D)
5 ADECB
8 BEDAC
3 CABED
7 CAEBD
2 CBADE
7 DCEBA
8 EBADC
|        | d[*,A] | d[*,B] | d[*,C] | d[*,D] | d[*,E] |
| ------ | ------ | ------ | ------ | ------ | ------ |
| d[A,*] |        | 20     | 26     | 30     | 22     |
| d[B,*] | 25     |        | 16     | 33     | 18     |
| d[C,*] | 19     | 29     |        | 17     | 24     |
| d[D,*] | 15     | 12     | 28     |        | 14     |
| d[E,*] | 23     | 27     | 21     | 31     |        |

Nakreslená jako graf vypadá situace takto:
V následujícím grafu jsou červeně vyznačeny nejsilnější cesty od kandidáta X ke kandidátovi Y a jsou podtrženy nejslabší články, kterými je dána síla této nejsilnější cesty:
|        | … k A                         | … k B                  | … k C           | … k D           | … k E                  |        |
| ------ | ----------------------------- | ---------------------- | --------------- | --------------- | ---------------------- | ------ |
| od A … |                               | A-(30)-D-(28)-C-(29)-B | A-(30)-D-(28)-C | A-(30)-D        | A-(30)-D-(28)-C-(24)-E | od A … |
| od B … | B-(25)-A                      |                        | B-(33)-D-(28)-C | B-(33)-D        | B-(33)-D-(28)-C-(24)-E | od B … |
| od C … | C-(29)-B-(25)-A               | C-(29)-B               |                 | C-(29)-B-(33)-D | C-(24)-E               | od C … |
| od D … | D-(28)-C-(29)-B-(25)-A        | D-(28)-C-(29)-B        | D-(28)-C        |                 | D-(28)-C-(24)-E        | od D … |
| od E … | E-(31)-D-(28)-C-(29)-B-(25)-A | E-(31)-D-(28)-C-(29)-B | E-(31)-D-(28)-C | E-(31)-D        |                        | od E … |
|        | … k A                         | … k B                  | … k C           | … k D           | … k E                  |        |

|        | p[*,A] | p[*,B] | p[*,C] | p[*,D] | p[*,E] |
| ------ | ------ | ------ | ------ | ------ | ------ |
| p[A,*] |        | 28     | 28     | 30     | 24     |
| p[B,*] | 25     |        | 28     | 33     | 24     |
| p[C,*] | 25     | 29     |        | 29     | 24     |
| p[D,*] | 25     | 28     | 28     |        | 24     |
| p[E,*] | 25     | 28     | 28     | 31     |        |

Odtud vidíme, že vítězem bude kandidát E a celkové pořadí bude E > A > C > B > D, neboť:
Protože 25 = p[E,A] > p[A,E] = 24, kandidát E je lepší než kandidát A.
Protože 28 = p[E,B] > p[B,E] = 24, kandidát E je lepší než kandidát B.
Protože 28 = p[E,C] > p[C,E] = 24, kandidát E je lepší než kandidát C.
Protože 31 = p[E,D] > p[D,E] = 24, kandidát E je lepší než kandidát D.
Protože 28 = p[A,B] > p[B,A] = 25, kandidát A je lepší než kandidát B.
Protože 28 = p[A,C] > p[C,A] = 25, kandidát A je lepší než kandidát C.
Protože 30 = p[A,D] > p[D,A] = 25, kandidát A je lepší než kandidát D.
Protože 29 = p[C,B] > p[B,C] = 28, kandidát C je lepší než kandidát B.
Protože 29 = p[C,D] > p[D,C] = 28, kandidát C je lepší než kandidát D.
Protože 33 = p[B,D] > p[D,B] = 28, kandidát B je lepší než kandidát D.

## Rozšíření
Tato metoda není v současnosti používána v žádných parlamentních volbách, ale postupně ji začínají používat některé organizace. Například ji používají následující organizace a projekty:
- Debian
- Free Software Foundation Europe
- Gentoo Linux
- GNU Privacy Guard
- Haskell
- KDE
- MTV
- Nadace Wikimedia